# Lungile Shongwe
Lungile Shongwe (ur. 1983) – południowoafrykańska aktorka filmowa i teatralna. W Polsce jest znana z roli Mei w filmie Gavina Hooda z 2001 roku W pustyni i w puszczy. W filmie wystąpiła wspólnie z innym południowoafrykańskim aktorem, Mzwandile Ngubenim – odtwórcą roli Kalego.
Przygotowując się do roli Mei, Lungile Shongwe – podobnie jak Ngubeni – musiała się nauczyć polskich dialogów, mimo że nie znała wcześniej języka polskiego.

## Filmografia
- 2001: W pustyni i w puszczy jako Mea
- 2001: W pustyni i w puszczy (miniserial) jako Mea